# 5,7×28mm

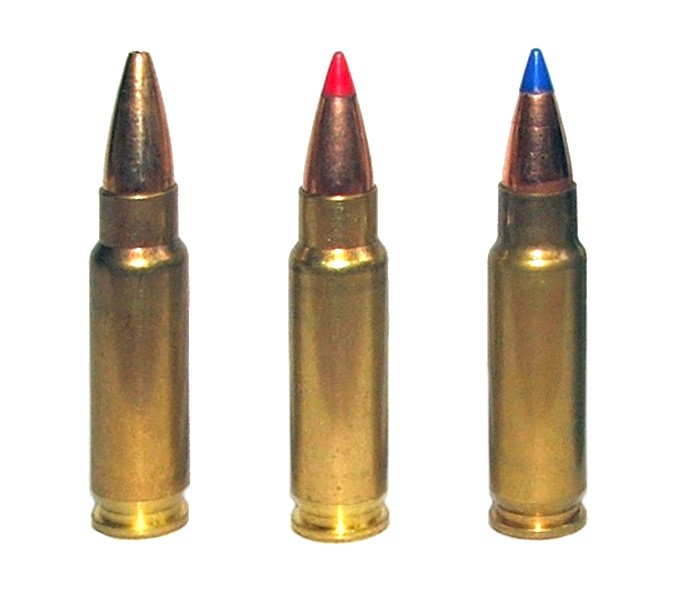
Cartuchos esportivos de 5,7×28mm. Da esquerda para a direita: SS195LF, SS196SR e SS197SR.

O 5,7×28mm (designação C.I.P.), também conhecido como FN 5,7×28mm, é um cartucho de fogo central com "pescoço" de redução, de pequeno calibre, alta velocidade, usando pólvora sem fumaça, estojo de base rebatida, projetado para uso com armas curtas e de defesa pessoal (PDW) fabricado pela FN Herstal.
O 5,7×28mm é semelhante em comprimento ao .22 WMR "Winchester Magnum Rimfire" (5,7×27 mm) e até certo ponto semelhante também ao .22 Hornet ou sua variante o .22 K-Hornet. Ao contrário de muitos cartuchos novos, ele não tem estojo pai; o pacote completo foi desenvolvido do zero pela FN Herstal.